# Fortaleza de Kufstein
La fortaleza de Kufstein es un gran castillo situado en Tirol, Austria, mencionado por primera vez en 1205.

## Historia
La fortaleza se menciona por primera vez en un documento de 1205, y se llamó Castrum Caofstein. En el momento en que era una posesión del obispo de Ratisbona. En 1415 se vio reforzada por Luis VII, duque de Baviera.
En 1504 la ciudad y la fortaleza fueron asediadas y conquistadas por el emperador Maximiliano I. Este construyó entre 1518-1522 una torre redonda, y agregó mejoras defensivas. En 1703-1704 y 1805-1814 fue una posesión de Baviera.
La fortaleza sirvió de prisión para un número de disidentes políticos durante el Imperio Austro-Húngaro. Su nombre está profundamente arraigado en la historia de Hungría.
La fortaleza ahora alberga el Museo de la ciudad de Kufstein. Parte de ello también se utiliza para conciertos y reuniones.